# 36 Andromedae
36 Andromedae (36 And), som är stjärnans Flamsteedbeteckning, är en dubbelstjärna belägen i den östra delen av stjärnbilden Andromeda. Den har en kombinerad skenbar magnitud på ca 5,45 och är svagt synlig för blotta ögat där ljusföroreningar ej förekommer. Baserat på parallaxmätning inom Hipparcosuppdraget på ca 26,3 mas, beräknas den befinna sig på ett avstånd på ca 124 ljusår (ca 38 parsek) från solen. Stjärnan rör sig närmare solen med en heliocentrisk radiell hastighet av –0,8 km/s.

## Egenskaper
Primärstjärnan 36 Andromedae A är en gul till vit underjättestjärna av spektralklass G8 IV. Den har en radie som är ca 4 gånger större än solens och utsänder ca 12 gånger mera energi än solen från dess fotosfär vid en effektiv temperatur på ca 4 800 K.
Den binära naturen hos 36 Andromedae upptäcktes 1832 av den tysk-ryske astronomen Wilhelm von Struve. Den är en vid dubbelstjärna med en omloppsperiod på 167,5 år och en excentricitet på 0,3 där följeslagaren 36 Andromedae B är en underjätte av spektralklass K3 IV. År 2016 hade paret en vinkelseparation på 0,90 bågsekunder vid en positionsvinkel på 330°. Stjärnornas magnitud jämfört med deras temperatur tyder på att de utvecklas till  underjättestjärnor. Åtminstone en av stjärnorna är emellertid utsatt för flareaktivitet, vilket kan antyda att de istället är stjärnor i ett skede före huvudserien.